# Temporada de tennis 2015
Selecció dels principals esdeveniments tennístics de l'any 2015 en categoria masculina, femenina i per equips.

## Federació Internacional de Tennis

### Grand Slams
Open d'Austràlia
| Categoria          | Campions                             | Finalistes                          | Resultat                 |
| ------------------ | ------------------------------------ | ----------------------------------- | ------------------------ |
| Individual masculí | Novak Đoković                        | Andy Murray                         | 7−6(5), 6−7(4), 6−3, 6−0 |
| Individual femení  | Serena Wiliams                       | Maria Xaràpova                      | 6−3, 7−6(5)              |
| Dobles masculins   | Simone Bolelli Fabio Fognini         | Pierre-Hugues Herbert Nicolas Mahut | 6−3, 6−3                 |
| Dobles femenins    | Bethanie Mattek-Sands Lucie Šafářová | Chan Yung-Jan Zheng Jie             | 6−4, 7−6(5)              |
| Dobles mixts       | Martina Hingis Leander Paes          | Kristina Mladenovic Daniel Nestor   | 6−4, 6−3                 |

Roland Garros
| Categoria          | Campions                             | Finalistes                        | Resultat            |
| ------------------ | ------------------------------------ | --------------------------------- | ------------------- |
| Individual masculí | Stan Wawrinka                        | Novak Đoković                     | 4−6, 6−4, 6−3, 6−4  |
| Individual femení  | Serena Wiliams                       | Lucie Šafářová                    | 6−3, 6−7(2), 6−2    |
| Dobles masculins   | Ivan Dodig Marcelo Melo              | Bob Bryan Mike Bryan              | 6−7(5), 7−6(5), 7−5 |
| Dobles femenins    | Bethanie Mattek-Sands Lucie Šafářová | Casey Dellacqua Iaroslava Xvédova | 3−6, 6−4, 6−2       |
| Dobles mixts       | Bethanie Mattek-Sands Mike Bryan     | Lucie Hradecka Marcin Matkowski   | 7−6(3), 6−1         |

Wimbledon
| Categoria          | Campions                      | Finalistes                         | Resultat                  |
| ------------------ | ----------------------------- | ---------------------------------- | ------------------------- |
| Individual masculí | Novak Đoković                 | Roger Federer                      | 7−6(1), 6−7(10), 6−4, 6−3 |
| Individual femení  | Serena Williams               | Garbiñe Muguruza                   | 6−4, 6−4                  |
| Dobles masculins   | Jean-Julien Rojer Horia Tecau | Jamie Murray John Peers            | 7−6(5), 6−4, 6−4          |
| Dobles femenins    | Martina Hingis Sania Mirza    | Iekaterina Makàrova Ielena Vesninà | 5−7, 7−6(4), 7−5          |
| Dobles mixts       | Martina Hingis Leander Paes   | Timea Babos Alexander Peya         | 6−1, 6−1                  |

US Open
| Categoria          | Campions                            | Finalistes                        | Resultat           |
| ------------------ | ----------------------------------- | --------------------------------- | ------------------ |
| Individual masculí | Novak Đoković                       | Roger Federer                     | 6−4, 5−7, 6−4, 6−4 |
| Individual femení  | Flavia Pennetta                     | Roberta Vinci                     | 7−6(4), 6−2        |
| Dobles masculins   | Pierre-Hugues Herbert Nicolas Mahut | Jamie Murray John Peers           | 6−4, 6−4           |
| Dobles femenins    | Martina Hingis Sania Mirza          | Casey Dellacqua Iaroslava Xvédova | 6−3, 6−3           |
| Dobles mixts       | Martina Hingis Leander Paes         | Bethanie Mattek-Sands Sam Querrey | 6−4, 3−6, [10−7]   |

### Copa Davis

#### Quadre
|  | Primera ronda 6 - 8 de març              | Primera ronda 6 - 8 de març | Primera ronda 6 - 8 de març                     |                             |           | Quarts de final 17 - 19 de juliol | Quarts de final 17 - 19 de juliol    | Quarts de final 17 - 19 de juliol |   |   | Semifinals 18 - 20 de setembre | Semifinals 18 - 20 de setembre        | Semifinals 18 - 20 de setembre |  |  | Final 27 - 29 de novembre | Final 27 - 29 de novembre | Final 27 - 29 de novembre |
|  |                                          |                             |                                                 |                             |           |                                   |                                      |                                   |   |   |                                |                                       |                                |  |  |                           |                           |                           |
|  | Frankfurt, Alemanya (dura interior)      |                             |                                                 |                             |           |                                   |                                      |                                   |   |   |                                |                                       |                                |  |  |                           |                           |                           |
|  | 1                                        | França                      | 3                                               |                             |           |                                   |                                      |                                   |   |   |                                |                                       |                                |  |  |                           |                           |                           |
|  | 1                                        | França                      | 3                                               | Londres, Regne Unit (gespa) |           |                                   |                                      |                                   |   |   |                                |                                       |                                |  |  |                           |                           |                           |
|  |                                          | Alemanya                    | 2                                               |                             |           |                                   |                                      |                                   |   |   |                                |                                       |                                |  |  |                           |                           |                           |
|  |                                          | Alemanya                    | 2                                               | 1                           | França    | 1                                 |                                      |                                   |   |   |                                |                                       |                                |  |  |                           |                           |                           |
|  | Glasgow, Regne Unit (dura interior)      |                             |                                                 | 1                           | França    | 1                                 |                                      |                                   |   |   |                                |                                       |                                |  |  |                           |                           |                           |
|  |                                          |                             | Regne Unit                                      | 3                           |           |                                   |                                      |                                   |   |   |                                |                                       |                                |  |  |                           |                           |                           |
|  | 7                                        | Estats Units                | Regne Unit                                      | 3                           | 2         |                                   |                                      |                                   |   |   |                                |                                       |                                |  |  |                           |                           |                           |
|  | 7                                        | Estats Units                |                                                 |                             | 2         |                                   | Glasgow, Regne Unit (dura interior)  |                                   |   |   |                                |                                       |                                |  |  |                           |                           |                           |
|  |                                          | Regne Unit                  | 3                                               |                             |           |                                   |                                      |                                   |   |   |                                |                                       |                                |  |  |                           |                           |                           |
|  |                                          |                             |                                                 |                             |           |                                   |                                      | Regne Unit                        | 3 |   |                                |                                       |                                |  |  |                           |                           |                           |
|  | Ostrava, República Txeca (dura interior) |                             |                                                 |                             |           |                                   |                                      | Regne Unit                        | 3 |   |                                |                                       |                                |  |  |                           |                           |                           |
|  |                                          |                             | Austràlia                                       | 2                           |           |                                   |                                      |                                   |   |   |                                |                                       |                                |  |  |                           |                           |                           |
|  | 3                                        | Txèquia                     | Austràlia                                       | 2                           | 2         |                                   |                                      |                                   |   |   |                                |                                       |                                |  |  |                           |                           |                           |
|  | 3                                        | Txèquia                     | Darwin, Austràlia (gespa)                       |                             | 2         |                                   |                                      |                                   |   |   |                                |                                       |                                |  |  |                           |                           |                           |
|  |                                          | Austràlia                   | 3                                               |                             |           |                                   |                                      |                                   |   |   |                                |                                       |                                |  |  |                           |                           |                           |
|  |                                          | Austràlia                   | 3                                               |                             | Austràlia | 3                                 |                                      |                                   |   |   |                                |                                       |                                |  |  |                           |                           |                           |
|  | Astanà, Kazakhstan (dura interior)       |                             |                                                 |                             | Austràlia | 3                                 |                                      |                                   |   |   |                                |                                       |                                |  |  |                           |                           |                           |
|  |                                          |                             | Kazakhstan                                      | 2                           |           |                                   |                                      |                                   |   |   |                                |                                       |                                |  |  |                           |                           |                           |
|  | 6                                        | Itàlia                      | Kazakhstan                                      | 2                           | 2         |                                   |                                      |                                   |   |   |                                |                                       |                                |  |  |                           |                           |                           |
|  | 6                                        | Itàlia                      |                                                 |                             | 2         |                                   |                                      |                                   |   |   |                                | Gant, Bèlgica (terra batuda interior) |                                |  |  |                           |                           |                           |
|  |                                          | Kazakhstan                  | 3                                               |                             |           |                                   |                                      |                                   |   |   |                                |                                       |                                |  |  |                           |                           |                           |
|  |                                          |                             |                                                 |                             |           |                                   |                                      |                                   |   |   |                                |                                       |                                |  |  |                           |                           |                           |
|  |                                          |                             |                                                 |                             |           |                                   |                                      |                                   |   |   |                                |                                       |                                |  |  | Regne Unit                | 3                         |                           |
|  | Buenos Aires, Argentina (terra batuda)   |                             |                                                 |                             |           |                                   |                                      |                                   |   |   |                                |                                       |                                |  |  | Regne Unit                | 3                         |                           |
|  |                                          |                             | Bèlgica                                         | 1                           |           |                                   |                                      |                                   |   |   |                                |                                       |                                |  |  |                           |                           |                           |
|  |                                          | Brasil                      | Bèlgica                                         | 1                           | 2         |                                   |                                      |                                   |   |   |                                |                                       |                                |  |  |                           |                           |                           |
|  |                                          | Brasil                      | Buenos Aires, Argentina (terra batuda interior) |                             | 2         |                                   |                                      |                                   |   |   |                                |                                       |                                |  |  |                           |                           |                           |
|  | 5                                        | Argentina                   | 3                                               |                             |           |                                   |                                      |                                   |   |   |                                |                                       |                                |  |  |                           |                           |                           |
|  | 5                                        | Argentina                   | 3                                               |                             | 5         | Argentina                         | 4                                    |                                   |   |   |                                |                                       |                                |  |  |                           |                           |                           |
|  | Kraljevo, Sèrbia (dura interior)         |                             |                                                 |                             | 5         | Argentina                         | 4                                    |                                   |   |   |                                |                                       |                                |  |  |                           |                           |                           |
|  |                                          | 4                           | Sèrbia                                          | 1                           |           |                                   |                                      |                                   |   |   |                                |                                       |                                |  |  |                           |                           |                           |
|  |                                          | 4                           | Sèrbia                                          | 1                           | Croàcia   | 0                                 |                                      |                                   |   |   |                                |                                       |                                |  |  |                           |                           |                           |
|  |                                          |                             |                                                 |                             | Croàcia   | 0                                 | Brussel·les, Bèlgica (dura interior) |                                   |   |   |                                |                                       |                                |  |  |                           |                           |                           |
|  | 4                                        | Sèrbia                      | 5                                               |                             |           |                                   |                                      |                                   |   |   |                                |                                       |                                |  |  |                           |                           |                           |
|  | 4                                        | Sèrbia                      | 5                                               |                             |           |                                   |                                      |                                   |   | 5 | Argentina                      | 2                                     |                                |  |  |                           |                           |                           |
|  | Vancouver, Canadà (dura interior)        |                             |                                                 |                             |           |                                   |                                      |                                   |   | 5 | Argentina                      | 2                                     |                                |  |  |                           |                           |                           |
|  |                                          |                             | Bèlgica                                         | 3                           |           |                                   |                                      |                                   |   |   |                                |                                       |                                |  |  |                           |                           |                           |
|  |                                          | Japó                        | Bèlgica                                         | 3                           | 2         |                                   |                                      |                                   |   |   |                                |                                       |                                |  |  |                           |                           |                           |
|  |                                          | Japó                        | Oostende, Bèlgica (terra batuda)                |                             | 2         |                                   |                                      |                                   |   |   |                                |                                       |                                |  |  |                           |                           |                           |
|  | 8                                        | Canadà                      | 3                                               |                             |           |                                   |                                      |                                   |   |   |                                |                                       |                                |  |  |                           |                           |                           |
|  | 8                                        | Canadà                      | 3                                               |                             | 8         | Canadà                            | 0                                    |                                   |   |   |                                |                                       |                                |  |  |                           |                           |                           |
|  | Lieja, Bèlgica (dura interior)           |                             |                                                 |                             | 8         | Canadà                            | 0                                    |                                   |   |   |                                |                                       |                                |  |  |                           |                           |                           |
|  |                                          |                             | Bèlgica                                         | 5                           |           |                                   |                                      |                                   |   |   |                                |                                       |                                |  |  |                           |                           |                           |
|  |                                          | Bèlgica                     | Bèlgica                                         | 5                           | 3         |                                   |                                      |                                   |   |   |                                |                                       |                                |  |  |                           |                           |                           |
|  |                                          | Bèlgica                     |                                                 |                             | 3         |                                   |                                      |                                   |   |   |                                |                                       |                                |  |  |                           |                           |                           |
|  | 2                                        | Suïssa                      | 2                                               |                             |           |                                   |                                      |                                   |   |   |                                |                                       |                                |  |  |                           |                           |                           |

#### Final
| · Bèlgica · 1 | Flanders Expo, Gant, Bèlgica 27 - 29 de novembre de 2015 Terra batuda interior | Flanders Expo, Gant, Bèlgica 27 - 29 de novembre de 2015 Terra batuda interior | · Regne Unit · 3 |     |     |     |     |             |
| \| \| \| \| 1 \| 2 \| 3 \| 4 \| 5 \| \| \| - \| -------------------- \| ------------------------------------------------------ \| --- \| --- \| --- \| --- \| --- \| ----------- \| \| 1 \| Bèlgica · Regne Unit \| David Goffin Kyle Edmund \| 3 6 \| 1 6 \| 6 2 \| 6 1 \| 6 0 \| \| \| 2 \| Bèlgica · Regne Unit \| Ruben Bemelmans Andy Murray \| 3 6 \| 2 6 \| 5 7 \| \| \| \| \| 3 \| Bèlgica · Regne Unit \| Steve Darcis / David Goffin Andy Murray / Jamie Murray \| 4 6 \| 6 4 \| 3 6 \| 2 6 \| \| \| \| 4 \| Bèlgica · Regne Unit \| David Goffin Andy Murray \| 3 6 \| 5 7 \| 3 6 \| \| \| \| \| 5 \| Bèlgica · Regne Unit \| Ruben Bemelmans Kyle Edmund \| \| \| \| \| \| no disputat \| |                                                                                |                                                                                |                  |     |     |     |     |             |
| |                                                                                |                                                                                | 1                | 2   | 3   | 4   | 5   |             |
| 1 | Bèlgica · Regne Unit                                                           | David Goffin Kyle Edmund                                                       | 3 6              | 1 6 | 6 2 | 6 1 | 6 0 |             |
| 2 | Bèlgica · Regne Unit                                                           | Ruben Bemelmans Andy Murray                                                    | 3 6              | 2 6 | 5 7 |     |     |             |
| 3 | Bèlgica · Regne Unit                                                           | Steve Darcis / David Goffin Andy Murray / Jamie Murray                         | 4 6              | 6 4 | 3 6 | 2 6 |     |             |
| 4 | Bèlgica · Regne Unit                                                           | David Goffin Andy Murray                                                       | 3 6              | 5 7 | 3 6 |     |     |             |
| 5 | Bèlgica · Regne Unit                                                           | Ruben Bemelmans Kyle Edmund                                                    |                  |     |     |     |     | no disputat |

| Copa Davis 2015         |
| ----------------------- |
| Regne Unit · Desè títol |

### Copa Federació

#### Quadre
|  | Primera ronda 7 - 8 de febrer             | Primera ronda 7 - 8 de febrer         | Primera ronda 7 - 8 de febrer |                                          |           | Semifinals 18 - 19 d'abril | Semifinals 18 - 19 d'abril             | Semifinals 18 - 19 d'abril |   |  | Final 14 - 15 de novembre | Final 14 - 15 de novembre | Final 14 - 15 de novembre |
|  |                                           |                                       |                               |                                          |           |                            |                                        |                            |   |  |                           |                           |                           |
|  | Ciutat del Quebec, Canadà (dura interior) |                                       |                               |                                          |           |                            |                                        |                            |   |  |                           |                           |                           |
|  | 1                                         | Txèquia                               | 4                             |                                          |           |                            |                                        |                            |   |  |                           |                           |                           |
|  | 1                                         | Txèquia                               | 4                             | Ostrava, República Txeca (dura interior) |           |                            |                                        |                            |   |  |                           |                           |                           |
|  |                                           | Canadà                                | 0                             |                                          |           |                            |                                        |                            |   |  |                           |                           |                           |
|  |                                           | Canadà                                | 0                             | 1                                        | Txèquia   | 3                          |                                        |                            |   |  |                           |                           |                           |
|  | Gènova, Itàlia (terra batuda interior)    |                                       |                               | 1                                        | Txèquia   | 3                          |                                        |                            |   |  |                           |                           |                           |
|  |                                           |                                       | França                        | 1                                        |           |                            |                                        |                            |   |  |                           |                           |                           |
|  | 3                                         | Itàlia                                | França                        | 1                                        | 2         |                            |                                        |                            |   |  |                           |                           |                           |
|  | 3                                         | Itàlia                                |                               |                                          | 2         |                            | Praga, República Txeca (dura interior) |                            |   |  |                           |                           |                           |
|  |                                           | França                                | 3                             |                                          |           |                            |                                        |                            |   |  |                           |                           |                           |
|  |                                           |                                       |                               |                                          |           |                            | 1                                      | Txèquia                    | 3 |  |                           |                           |                           |
|  | Cracòvia, Polònia (dura interior)         |                                       |                               |                                          |           |                            | 1                                      | Txèquia                    | 3 |  |                           |                           |                           |
|  |                                           | 4                                     | Rússia                        | 2                                        |           |                            |                                        |                            |   |  |                           |                           |                           |
|  |                                           | 4                                     | Rússia                        | 2                                        | Polònia   | 0                          |                                        |                            |   |  |                           |                           |                           |
|  |                                           | Sotxi, Rússia (terra batuda interior) |                               |                                          | Polònia   | 0                          |                                        |                            |   |  |                           |                           |                           |
|  | 4                                         | Rússia                                | 4                             |                                          |           |                            |                                        |                            |   |  |                           |                           |                           |
|  | 4                                         | Rússia                                | 4                             |                                          | 4         | Rússia                     | 3                                      |                            |   |  |                           |                           |                           |
|  | Stuttgart, Alemanya (dura interior)       |                                       |                               |                                          | 4         | Rússia                     | 3                                      |                            |   |  |                           |                           |                           |
|  |                                           | 2                                     | Alemanya                      | 2                                        |           |                            |                                        |                            |   |  |                           |                           |                           |
|  |                                           | 2                                     | Alemanya                      | 2                                        | Austràlia | 4                          |                                        |                            |   |  |                           |                           |                           |
|  |                                           |                                       |                               |                                          | Austràlia | 4                          |                                        |                            |   |  |                           |                           |                           |
|  | 2                                         | Alemanya                              | 1                             |                                          |           |                            |                                        |                            |   |  |                           |                           |                           |

#### Final
| · República Txeca · 3 | O2 Arena, Praga, República Txeca 14 - 15 de novembre de 2015 Dura interior | O2 Arena, Praga, República Txeca 14 - 15 de novembre de 2015 Dura interior      | · Rússia · 2 |     |     |  |
| \| \| \| \| 1 \| 2 \| 3 \| \| \| - \| ------------------------ \| ------------------------------------------------------------------------------- \| --- \| --- \| --- \| \| \| 1 \| República Txeca · Rússia \| Petra Kvitová Anastassia Pavliutxénkova \| 2 6 \| 6 1 \| 6 1 \| \| \| 2 \| República Txeca · Rússia \| Karolína Plíšková Maria Xaràpova \| 3 6 \| 4 6 \| \| \| \| 3 \| República Txeca · Rússia \| Petra Kvitová Maria Xaràpova \| 6 3 \| 4 6 \| 2 6 \| \| \| 4 \| República Txeca · Rússia \| Karolína Plíšková Anastassia Pavliutxénkova \| 6 3 \| 6 4 \| \| \| \| 5 \| República Txeca · Rússia \| Karolína Plíšková / Barbora Strýcová Anastassia Pavliutxénkova / Ielena Vesninà \| 4 6 \| 6 3 \| 6 2 \| \| |                                                                            |                                                                                 |              |     |     |  |
| |                                                                            |                                                                                 | 1            | 2   | 3   |  |
| 1 | República Txeca · Rússia                                                   | Petra Kvitová Anastassia Pavliutxénkova                                         | 2 6          | 6 1 | 6 1 |  |
| 2 | República Txeca · Rússia                                                   | Karolína Plíšková Maria Xaràpova                                                | 3 6          | 4 6 |     |  |
| 3 | República Txeca · Rússia                                                   | Petra Kvitová Maria Xaràpova                                                    | 6 3          | 4 6 | 2 6 |  |
| 4 | República Txeca · Rússia                                                   | Karolína Plíšková Anastassia Pavliutxénkova                                     | 6 3          | 6 4 |     |  |
| 5 | República Txeca · Rússia                                                   | Karolína Plíšková / Barbora Strýcová Anastassia Pavliutxénkova / Ielena Vesninà | 4 6          | 6 3 | 6 2 |  |

| Copa Federació 2015           |
| ----------------------------- |
| República Txeca · Quart títol |

### Copa Hopman
Grup A
| Pos. | País         | V | D | Partits | Sets   | Jocs      |
| ---- | ------------ | - | - | ------- | ------ | --------- |
| 1    | Estats Units | 2 | 1 | 7 − 2   | 14 − 8 | 115 − 106 |
| 2    | Canadà       | 2 | 1 | 5 − 4   | 11 − 8 | 97 − 84   |
| 3    | Txèquia      | 2 | 1 | 5 − 4   | 11 − 9 | 104 − 87  |
| 4    | Itàlia       | 0 | 3 | 1 − 8   | 6 − 17 | 88 − 126  |

Grup B
| Pos. | País       | V | D | Partits | Sets    | Jocs     |
| ---- | ---------- | - | - | ------- | ------- | -------- |
| 1    | Polònia    | 3 | 0 | 7 − 2   | 14 − 5  | 104 − 69 |
| 2    | Regne Unit | 2 | 1 | 6 − 3   | 12 − 7  | 86 − 83  |
| 3    | França     | 1 | 2 | 4 − 5   | 10 − 11 | 101 − 97 |
| 4    | Austràlia  | 0 | 3 | 1 − 8   | 4 − 17  | 71 − 120 |

#### Final
| · Estats Units · 1 | Perth Arena, Perth 10 de gener de 2015 Dura interior | Perth Arena, Perth 10 de gener de 2015 Dura interior              | · Polònia · 2 |      |     |  |
| \| \| \| \| 1 \| 2 \| 3 \| \| \| - \| ---------------------- \| ----------------------------------------------------------------- \| ----- \| ---- \| --- \| \| \| 1 \| Estats Units · Polònia \| Serena Williams Agnieszka Radwańska \| 4 6 \| 7 63 \| 1 6 \| \| \| 2 \| Estats Units · Polònia \| John Isner Jerzy Janowicz \| 7 6¹⁰ \| 6 4 \| \| \| \| 3 \| Estats Units · Polònia \| Serena Williams / John Isner Agnieszka Radwańska / Jerzy Janowicz \| 5 7 \| 3 6 \| \| \| |                                                      |                                                                   |               |      |     |  |
| |                                                      |                                                                   | 1             | 2    | 3   |  |
| 1 | Estats Units · Polònia                               | Serena Williams Agnieszka Radwańska                               | 4 6           | 7 63 | 1 6 |  |
| 2 | Estats Units · Polònia                               | John Isner Jerzy Janowicz                                         | 7 6¹⁰         | 6 4  |     |  |
| 3 | Estats Units · Polònia                               | Serena Williams / John Isner Agnieszka Radwańska / Jerzy Janowicz | 5 7           | 3 6  |     |  |

| Copa Hopman 2015       |
| ---------------------- |
| Polònia · Primer títol |

## ATP World Tour

### ATP World Tour Finals
- Classificats individuals:  Novak Đoković,  Andy Murray,  Roger Federer,  Stan Wawrinka,  Tomáš Berdych,  Rafael Nadal,  David Ferrer i  Kei Nishikori
- Classificats dobles:  Bob Bryan /  Mike Bryan,  Jean-Julien Rojer /  Horia Tecau,  Ivan Dodig /  Marcelo Melo,  Jamie Murray /  John Peers,  Simone Bolelli /  Fabio Fognini,  Pierre-Hugues Herbert /  Nicolas Mahut,  Marcin Matkowski /  Nenad Zimonjić i  Rohan Bopanna /  Florin Mergea

| Categoria  | Campiones                     | Finalistes                  | Resultat |
| ---------- | ----------------------------- | --------------------------- | -------- |
| Individual | Novak Đoković                 | Roger Federer               | 6−3, 6−4 |
| Dobles     | Jean-Julien Rojer Horia Tecău | Rohan Bopanna Florin Mergea | 6−4, 6−3 |

### ATP World Tour Masters 1000
| Torneig      | Individual    | Individual         | Individual       | Dobles                               | Dobles                               | Dobles              |
| Torneig      | Campió        | Finalista          | Resultat         | Campions                             | Finalistes                           | Resultat            |
| ------------ | ------------- | ------------------ | ---------------- | ------------------------------------ | ------------------------------------ | ------------------- |
| Indian Wells | Novak Đoković | Roger Federer      | 6−3, 6−7(5), 6−2 | Vasek Pospisil Jack Sock             | Simone Bolelli Fabio Fognini         | 6−4, 6−7(3), [10−7] |
| Miami        | Novak Đoković | Andy Murray        | 7−6(3), 4−6, 6−0 | Bob Bryan Mike Bryan                 | Vasek Pospisil Jack Sock             | 6–3, 1–6, [10–8]    |
| Montecarlo   | Novak Đoković | Tomáš Berdych      | 7−5, 4−6, 6−3    | Bob Bryan Mike Bryan                 | Simone Bolelli Fabio Fognini         | 7–6(3), 6–1         |
| Madrid       | Andy Murray   | Rafael Nadal       | 6–3, 6–2         | Rohan Bopanna Florin Mergea          | Marcin Matkowski Nenad Zimonjić      | 6–2, 6–7(5), [11–9] |
| Roma         | Novak Đoković | Roger Federer      | 6–4, 6–3         | Pablo Cuevas David Marrero           | Marcel Granollers Marc López         | 6–4, 7–5            |
| Mont-real    | Andy Murray   | Novak Đoković      | 6–4, 4–6, 6–3    | Bob Bryan Mike Bryan                 | Daniel Nestor Édouard Roger-Vasselin | 7–6(5), 3–6, [10–6] |
| Cincinnati   | Roger Federer | Novak Đoković      | 7–6(1), 6–3      | Daniel Nestor Édouard Roger-Vasselin | Marcin Matkowski Nenad Zimonjić      | 6–2, 6–2            |
| Xangai       | Novak Đoković | Jo-Wilfried Tsonga | 6–2, 6–4         | Raven Klaasen Marcelo Melo           | Simone Bolelli Fabio Fognini         | 6–3, 6–3            |
| París        | Novak Đoković | Andy Murray        | 6–2, 6–4         | Ivan Dodig Marcelo Melo              | Vasek Pospisil Jack Sock             | 2–6, 6–3, [10–5]    |

## WTA Tour

### WTA Finals
- Classificades individuals:  Simona Halep,  Maria Xaràpova,  Garbiñe Muguruza,  Petra Kvitová,  Angelique Kerber,  Agnieszka Radwańska,  Flavia Pennetta i  Lucie Šafářová
- Classificades dobles:  Martina Hingis /  Sania Mirza,  Bethanie Mattek-Sands /  Lucie Šafářová,  Tímea Babos /  Kristina Mladenovic,  Caroline Garcia /  Katarina Srebotnik,  Chan Hao-Ching /  Chan Yung-Jan,  Raquel Kops-Jones /  Abigail Spears,  Andrea Hlaváčková /  Lucie Hradecká i  Carla Suárez Navarro /  Garbiñe Muguruza

| Categoria  | Campiones                  | Finalistes                            | Resultat      |
| ---------- | -------------------------- | ------------------------------------- | ------------- |
| Individual | Agnieszka Radwańska        | Petra Kvitová                         | 6−2, 3−6, 6−3 |
| Dobles     | Martina Hingis Sania Mirza | Carla Suárez Navarro Garbiñe Muguruza | 6−0, 6−3      |

### WTA Elite Trophy
- Classificades individuals:  Venus Williams,  Carla Suárez Navarro,  Karolína Plíšková,  Roberta Vinci,  Caroline Wozniacki,  Sara Errani,  Madison Keys,  Elina Svitolina,  Jelena Janković,  Andrea Petkovic,  Svetlana Kuznetsova i  Zheng Saisai (Inv.)
- Classificades dobles:  Anabel Medina Garrigues /  Arantxa Parra Santonja,  Klaudia Jans-Ignacik /  Andreja Klepač,  Gabriela Dabrowski /  Alicja Rosolska,  Liudmila Kitxenok /  Nadia Kitxenok,  Liang Chen /  Wang Yafan (Inv.),  Xu Shilin /  You Xiaodi (Inv.)

| Categoria  | Campiones             | Finalistes                                     | Resultat    |
| ---------- | --------------------- | ---------------------------------------------- | ----------- |
| Individual | Venus Williams        | Karolína Plíšková                              | 7−5, 7−6(6) |
| Dobles     | Liang Chen Wang Yafan | Anabel Medina Garrigues Arantxa Parra Santonja | 6−4, 6−3    |

### WTA Premier Tournaments
| Torneig      | Individual          | Individual           | Individual                    | Dobles                                | Dobles                                     | Dobles              |
| Torneig      | Campiona            | Finalista            | Resultat                      | Campiones                             | Finalistes                                 | Resultat            |
| ------------ | ------------------- | -------------------- | ----------------------------- | ------------------------------------- | ------------------------------------------ | ------------------- |
| Brisbane     | Maria Xaràpova      | Ana Ivanović         | 6−7(4), 6−3, 6−3              | Martina Hingis Sabine Lisicki         | Caroline Garcia Katarina Srebotnik         | 6−2, 7−5            |
| Sydney       | Petra Kvitová       | Karolína Plíšková    | 7−6(5), 7−6(6)                | B. Mattek-Sands Sania Mirza           | Raquel Kops-Jones Abigail Spears           | 6−3, 6−3            |
| Anvers       | Andrea Petkovic     | Carla Suárez Navarro | Renúncia                      | A. Medina Garrigues A. Parra Santonja | An-Sophie Mestach Alison Van Uytvanck      | 6−4, 3−6, [10−5]    |
| Dubai        | Simona Halep        | Karolína Plíšková    | 6−4, 7−6(4)                   | Timea Babos Kristina Mladenovic       | Garbiñe Muguruza Carla Suárez Navarro      | 6−3, 6−2            |
| Doha         | Lucie Šafářová      | Viktória Azàrenka    | 6−4, 6−3                      | Raquel Kops-Jones Abigail Spears      | Hsieh Su-Wei Sania Mirza                   | 6−4, 6−4            |
| Indian Wells | Simona Halep        | Jelena Janković      | 2−6, 7−5, 6−4                 | Martina Hingis Sania Mirza            | Iekaterina Makàrova Ielena Vesninà         | 6−3, 6−4            |
| Miami        | Serena Williams     | Carla Suárez Navarro | 6–2, 6–0                      | Martina Hingis Sania Mirza            | Iekaterina Makàrova Ielena Vesninà         | 7−5, 6−1            |
| Charleston   | Angelique Kerber    | Madison Keys         | 6−2, 4−6, 7−5                 | Martina Hingis Sania Mirza            | Casey Dellacqua Darija Jurak               | 6−0, 6−4            |
| Stuttgart    | Angelique Kerber    | Caroline Wozniacki   | 3−6, 6−1, 7−5                 | B. Mattek-Sands Lucie Šafářová        | Caroline Garcia Katarina Srebotnik         | 6−4, 6−3            |
| Madrid       | Petra Kvitová       | Svetlana Kuznetsova  | 6−1, 6−2                      | Casey Dellacqua Iaroslava Xvédova     | Garbiñe Muguruza Carla Suárez Navarro      | 6−3, 6−7(4), [10−5] |
| Roma         | Maria Xaràpova      | Carla Suárez Navarro | 4−6, 7−5, 6−1                 | Tímea Babos Kristina Mladenovic       | Martina Hingis Sania Mirza                 | 6−4, 6−3            |
| Birmingham   | Angelique Kerber    | Karolína Plíšková    | 6−7(5), 6−3, 7−6(4)           | Garbiñe Muguruza Carla Suárez Navarro | Andrea Hlaváčková Lucie Hradecká           | 6−4, 6−4            |
| Eastbourne   | Belinda Bencic      | Agnieszka Radwańska  | 6−4, 4−6, 6−0                 | Caroline Garcia Katarina Srebotnik    | Chan Yung-jan Zheng Jie                    | 7−6(5), 6−2         |
| Stanford     | Angelique Kerber    | Karolína Plíšková    | 6−3, 5−7, 6−4                 | Xu Yifan Zheng Saisai                 | A. Medina Garrigues Arantxa Parra Santonja | 6−1, 6−3            |
| Toronto      | Belinda Bencic      | Simona Halep         | 7−6(5), 6−7(4), 3−0, retirada | B. Mattek-Sands Lucie Šafářová        | Caroline Garcia Katarina Srebotnik         | 6−1, 6−2            |
| Cincinnati   | Serena Williams     | Simona Halep         | 6−3, 7−6(5)                   | Chan Hao-ching Chan Yung-jan          | Casey Dellacqua Iaroslava Xvédova          | 7−5, 6−4            |
| New Haven    | Petra Kvitová       | Lucie Šafářová       | 6−7(6), 6−2, 6−2              | Julia Görges Lucie Hradecká           | Chuang Chia-jung Liang Chen                | 6−3, 6−1            |
| Tòquio       | Agnieszka Radwańska | Belinda Bencic       | 6−2, 6−2                      | Garbiñe Muguruza Carla Suárez Navarro | Chan Hao-ching Chan Yung-jan               | 7−5, 6−1            |
| Wuhan        | Venus Williams      | Garbiñe Muguruza     | 6−3, 3−0, retirada            | Martina Hingis Sania Mirza            | Irina-Camelia Begu Monica Niculescu        | 6−2, 6−3            |
| Pequín       | Garbiñe Muguruza    | Timea Bacsinszky     | 7−5, 6−4                      | Martina Hingis Sania Mirza            | Chan Hao-ching Chan Yung-jan               | 6−7(9), 6−1, [10−8] |
| Moscou       | Svetlana Kuznetsova | A. Pavliutxénkova    | 6−2, 6−1                      | Dària Kassàtkina Ielena Vesninà       | Irina-Camelia Begu Monica Niculescu        | 6−3, 6−7(7), [10−5] |